# Viñolas de Oris
Viñolas de Oris (oficialmente y en catalán Vinyoles d'Orís) es una localidad que forma parte del municipio de Las Masías de Voltregá, en la comarca de Osona, provincia de Barcelona. Se halla junto a la autovía C-17, a unos kilómetros al norte de San Hipólito de Voltregá. 
Su población a 1 de enero de 2013 era de 700 habitantes (365 varones y 335 mujeres).

## Historia
Aparece documentado por primera vez en 941 con el nombre de Vineolas. La iglesia de San Esteban está documentada desde 957. En 1797 se separó del municipio de San Hipólito de Voltregá  y en 1801 se integró en el de Las Masías de Voltregá. El poeta Jacinto Verdaguer fue vicario coadjutor de la parroquia entre 1871 y 1873.

## Lugares de interés
- Iglesia de San Esteban, de origen románico, restaurada en 1976. Se conserva un laurel plantado por Verdaguer.
- Iglesia parroquial, construida en 1950.